# Molophilus (Molophilus) fultonensis
Molophilus (Molophilus) fultonensis is een tweevleugelige uit de familie steltmuggen (Limoniidae). De soort komt voor in het Nearctisch gebied.